# Adam & Steve
Adam & Steve ist ein US-amerikanischer Spielfilm des Regisseurs Craig Chester aus dem Jahr 2005.

## Handlung
1987 begegnet der junge Mann Adam eines Nachts dem attraktiven Steve in einer Bar, wo Steve als Tänzer der Gruppe Dazzle Dancers auftritt. Nach einem Flirt gehen beide in das Apartment von Adam, wo Steve Adam im Bett Kokain anbietet. Das Kokain ist mit einem Baby-Abführmittel gemischt, was Steve nicht bekannt ist. Nach der Einnahme hat Steve vor Adams Augen Durchfall. Von dieser Situation erniedrigt, flieht Steve aus dem Apartment von Adam.
17 Jahre später setzt der Film erneut an und zeigt, wie Adam mittlerweile in New York City als Touristenführer arbeitet. Steve ist zwischenzeitlich ein erfolgreicher Psychiater geworden. Als Steve seinen verletzten Hund in einer Klinik behandeln lässt, treffen beide zufällig wieder aufeinander; sie erinnern sich aber beide nicht an ihr katastrophales Date vor vielen Jahren. Zwischen beiden entwickelt sich eine Beziehung, und sie lernen die jeweiligen Familien von Steve und Adam kennen. Rhonda und Michael, die jeweils besten Freunde von Adam und Steve, sind einander zunächst misstrauisch und auch feindlich gesinnt, beginnen aber bald ebenfalls eine Beziehung.
Steves Gefühle für Adam werden stärker und schließlich erzählt er Michael und Rhonda, dass er plant, Adam einen Antrag zu machen. Doch als Adam Steve auf der Brooklyn Bridge offenbart, dass sein Drogenmissbrauch wie auch seine Beziehungsprobleme auf eine katastrophale Affäre mit einem inkontinenten Tänzer im Jahr 1987 zurückzuführen sind, merkt Steve augenblicklich wer Adam ist und beendet die Beziehung abrupt, da er schockiert ist und sich für Adams Probleme verantwortlich fühlt.
Adam verfällt in Kummer, bis Rhonda von Michael die Wahrheit über Steves Vergangenheit erfährt. Adam wird wütend und konfrontiert Steve, der sich entschuldigt, aber immer noch Schuldgefühle für Adams problematisches Leben hegt.
Adam ist noch immer aufgebracht und bereit, die Beziehung aufzugeben, aber Steve entschuldigt sich demütig und bekennt seine Liebe für Adam durch den Song Something Good. Adam erweicht und akzeptiert Steves Heiratsantrag. Der Film endet mit der Hochzeit von Adam und Steve in Anwesenheit ihrer Freunde und Familien.

## Kritiken
Auf Rotten Tomatoes erhielt Adam & Steve eine Wertung von 55 % basierend auf 38 Rezensionen. Der Konsens lautet: „Gross-Out-Humor und wahre Liebe ergeben einen ungelenken Mix in dieser hölzernen Romanze.“
Roger Ebert schrieb in der Chicago Sun-Times vom 30. März 2006, der Film habe eine zugrunde liegende Story und einige witzige Ideen, er hätte jedoch einen besseren Regisseur oder einen „schonungsloseren“ Filmeditor gebraucht. Ebert lobte einige Szenen, wie die Konfrontation zwischen Adam und Steve in einer Disco, die sowohl „bizarr“ als auch „sonderbar komisch“ sei, kritisierte jedoch andere als derart „ungeschickt“, dass jeglicher dramatische Effekt „zerstört“ werden würde. Ebert meinte außerdem, dem Film hätte eine Kürzung um ungefähr 15 Minuten gut getan.
Cinema meint: „Aus dem Gefühlschaos der beiden New Yorker schuf Regisseur und Adam-Darsteller Craig Chester einen hintersinnig lebensbejahenden Film: Wie ein Woody Allen, der sich mit den Farrellys zum flotten Dreier trifft, mixt er virtuos heitere und schmerzliche, rührende und brüllkomische Szenen zu einem Plädoyer für die Liebe.“
Das Lexikon des internationalen Films schrieb: „Eine rührend und zugleich selbstironisch entwickelte Liebeskomödie mit überzeugenden Darstellern und witzigen Dialogen, die das Thema Homosexualität sehr offensiv behandelt, wobei sie geschickt und voller Ironie die Homophobie ihrer Umwelt in die Handlung integriert.“

## Hintergrund
Der Titel ist eine Anspielung auf die konservativ-christliche Phrase „God made Adam and Eve, not Adam and Steve“ (englisch für: Gott schuf Adam und Eva und nicht Adam und Steve), die sich gegen Schwulenrechte richtet.